# Florence Green
Florence Beatrice Green, nata Patterson (Londra, 19 febbraio 1901 – King's Lynn, 5 febbraio 2012), è stata una militare e supercentenaria britannica.
È stata l'ultima donna conosciuta veterana della prima guerra mondiale ma anche l'ultima veterana in assoluto dopo la morte dell'australiano Claude Choules.

## Biografia
Florence Green nacque a Edmonton, vicino a Londra, da Frederic e Sara Patterson (nata Neal), nel 1901; nel settembre del 1918 entrò a far parte della Women's Royal Air Force alla base della RAF di Marham, nel Norfolk: lavorò dunque nell'esercito come cameriera durante le ultime fasi della Grande Guerra.
Dopo la fine del servizio militare e lo scioglimento della Women's Royal Air Force, avvenuta nel 1920, si trasferì a King's Lynn, subito dopo il matrimonio contratto con Walter Green, di professione ferroviere; il marito morirà nel 1970, dopo cinquant'anni di matrimonio. Florence Green viveva a King's Lynn con la figlia May, nata nel 1921.
In seguito alla morte di Claude Choules avvenuta il 5 maggio 2011, la Green divenne l'ultima persona vivente ad aver svolto servizio militare durante la prima guerra mondiale.
Scomparve il 5 febbraio 2012, qualche giorno prima del suo 111-esimo compleanno.